# ان‌جی‌سی ۶۵۵۹
ان‌جی‌سی ۶۵۵۹ (انگلیسی: NGC 6559) نام یک کهکشان است.